# Love Song for Illusion
Love Song for Illusion (en hangul, 환상연가; romanización revisada, Hwansangyeonga; literalmente, «Sonata de fantasía») es una serie de televisión surcoreana dirigida por Lee Jung-seop y protagonizada por Park Ji-hoon, Hong Ye-ji, Hwang Hee y Ji Woo. Se emitió por el canal KBS2 desde el 2 de enero hasta el 26 de febrero de 2024, en horario de lunes y martes a las 22:10 (hora local coreana).

## Sinopsis
La serie es un romance histórico de fantasía entre un hombre con dos personalidades en conflicto y una mujer que lo ama. Yeon Wol es la descendiente y heredera de una dinastía derrocada, que oculta su identidad y quiere vengar a su familia. Su misión es asesinar al rey, pero fracasa cuando cae en una trampa tendida por un desconocido. Se despierta al día siguiente, sin recordar su pasado, y es nombrada concubina del príncipe heredero. Pero este tiene dos personalidades, y trata a Yeon Wol alternativamente con amor y con ira.

## Reparto

### Principal
- Park Ji-hoon como Sajo Hyun / Ak-hee:[2][3][4]

1. Sajo Hyun es el príncipe heredero, inteligente y talentoso, que trabaja como diseñador de moda en una boutique del centro mientras oculta su verdadera identidad.
2. Ak-hee es la personalidad alternativa de Hyun, una persona encantadora pero condenada a sentir un dolor extremo cada vez que alguien lo toca.

- Hong Ye-ji como Yeon Wol, la descendiente de la dinastía Yeon y la única hija del derrocado y asesinado Yeon Pung-hak, que se convierte a su vez en una asesina llamada Gye-ra para llevar a cabo su venganza.[2][5][6]
- Hwang Hee como Sajo Yung, medio hermano de Sajo Hyun, que bajo su cálida apariencia alberga ambiciones ocultas.[7][8][9]
- Ji Woo como la princesa heredera Geum-hwa, una persona codiciosa que hará cualquier cosa para convertirse en reina.[10][11]
- Kim Tae-woo como Sajo Seung, el emperador que derrocó a la dinastía Yeon y ascendió al trono a través de la rebelión.[12][13]
- Woo Hee-jin como Cheong Myung-bi.[14]
- Kang Shin-il como Jin Mu-dal.[15]
- Hwang Seok-jeong como Chung-ta.[16]

### Secundario

#### Entorno de Sajo Yung
- Woo Hyun como el eunuco Neung.[16]
- Han Eun-seong como Ji Jeon-seo, guardaespaldas de Sajo Hyun, que está enamorado de la princesa Geum-hwa.[17]
- Jo Han-jun como Gi-chul, el leal asistente de Sajo Yung.[18]

#### Entorno de Yeon Wol
- Lee Joo-an como Ha-rang.[19][20]
- Shin Gi-hwan como Hong-gun, dama de la corte.
- Oh Ji-ho como Yeon Pung-hak, padre de Yeon Wol.[21][22]
- Choi Yoon-young como Eun Mi-so, madre de Yeon Wol.[23]
- Kim Dong-won como Yang Jae-i.[24]

#### Gente de palacio
- Lee Kwan-hoon como el oficial militar Sang-seo, ministro de la guerra y el ayudante más cercano de Sajo Yung.[25]
- Yoo Hyung-gwan como el ministro de finanzas.
- Kim Kyung-ryong como el ministro de personal.

#### Otros
- Moon Yu-bin como Noh Ri-sa, gungnyeo de Geum-hwa.

## Producción y promoción
La serie está basada en un popular webtoon escrito por Vanzium y serializado en Naver Webtoon. Está producido por Fantagio, que firmó un contrato con KBS para esta serie por un valor de 10 500 millones de wones.
El 16 de noviembre de 2023 se publicaron imágenes de la primera lectura del guion, que había tenido lugar a mediados del precedente mes de marzo. En ese momento el comienzo del rodaje estaba previsto para mayo. El 1 de diciembre se publicaron asimismo algunos fotogramas de los personajes protagonistas, en particular de Ji Woo. El 4 de diciembre se difundió el segundo avance. El 18 se emitió un vídeo que mostraba la preparación de los carteles de personaje de los protagonistas.

## Banda sonora original
| Parte | Fecha de publicación                                                                | Título                                                                              | Letra                                                                               | Música                                                                              | Artista                                                                             | Dur.                                                                                | Ref.                                                                                |
| ----- | ----------------------------------------------------------------------------------- | ----------------------------------------------------------------------------------- | ----------------------------------------------------------------------------------- | ----------------------------------------------------------------------------------- | ----------------------------------------------------------------------------------- | ----------------------------------------------------------------------------------- | ----------------------------------------------------------------------------------- |
| 1     | 3 de enero de 2024                                                                  | Never Lost                                                                          | Kim Min                                                                             | Kim Min                                                                             | Kim Ye-ji                                                                           | 3:32                                                                                | [ 29 ]                                                                              |
| 2     | 10 de enero de 2024                                                                 | 월하 [«Luz de luna»]                                                                | Snnny                                                                               | Snnny                                                                               | Sohyang                                                                             | 4:02                                                                                | [ 30 ]                                                                              |
| 3     | 17 de enero de 2024                                                                 | 나는 너니까 [«Porque yo soy tú»]                                                    | Lovely E, Park Ah-reum                                                              | Chaeipapa, Lovely E                                                                 | Klang                                                                               | 4:52                                                                                | [ 31 ]                                                                              |
| 4     | 31 de enero de 2024                                                                 | 닿을게 [«Te alcanzaré»]                                                             | KZ, Kim Tae-young, HOFF                                                             | KZ, Kim Tae-young, HOFF                                                             | Kim So-yeon                                                                         | 4:01                                                                                | [ 32 ]                                                                              |
| 5     | 5 de febrero de 2024                                                                | 바람이 되어줘요 [«Sé mi viento»]                                                    | Tenzo (Papermaker), Kibi                                                            | Tenzo (Papermaker), Loogone                                                         | Kim Jae-hwan                                                                        | 3:54                                                                                | [ 33 ]                                                                              |
| Notas | Las canciones de la banda sonora tienen una versión instrumental de igual duración. | Las canciones de la banda sonora tienen una versión instrumental de igual duración. | Las canciones de la banda sonora tienen una versión instrumental de igual duración. | Las canciones de la banda sonora tienen una versión instrumental de igual duración. | Las canciones de la banda sonora tienen una versión instrumental de igual duración. | Las canciones de la banda sonora tienen una versión instrumental de igual duración. | Las canciones de la banda sonora tienen una versión instrumental de igual duración. |

## Audiencia
| Temporada | Temporada | Episodio número | Episodio número | Episodio número | Episodio número | Episodio número | Episodio número | Episodio número | Episodio número | Episodio número | Episodio número | Episodio número | Episodio número | Episodio número | Episodio número | Episodio número | Episodio número | Promedio |
| Temporada | Temporada | 1               | 2               | 3               | 4               | 5               | 6               | 7               | 8               | 9               | 10              | 11              | 12              | 13              | 14              | 15              | 16              | Promedio |
| --------- | --------- | --------------- | --------------- | --------------- | --------------- | --------------- | --------------- | --------------- | --------------- | --------------- | --------------- | --------------- | --------------- | --------------- | --------------- | --------------- | --------------- | -------- |
|           | 1         | 727             | 505             | —               | —               | —               | —               | —               | —               | —               | —               | —               | —               | —               | —               | —               | —               | —        |

| Episodio | Fecha de emisión      | Índices de audiencia (Nielsen Korea) | Índices de audiencia (Nielsen Korea) |
| Episodio | Fecha de emisión      | Nacional                             | Seúl                                 |
| --- | --------------------- | ------------------------------------ | ------------------------------------ |
| 1 | 2 de enero de 2024    | 4,3 % (15.ª)                         | 4,3 % (13.ª)                         |
| 2 | 8 de enero de 2024    | 2,8 % (20.ª)                         | 3,0 % (20.ª)                         |
| 3 | 9 de enero de 2024    | 2,3 % (25.ª)                         | ND                                   |
| 4 | 15 de enero de 2024   | 2,4 % (22.ª)                         | ND                                   |
| 5 | 16 de enero de 2024   | 2,0 % (27.ª)                         | ND                                   |
| 6 | 22 de enero de 2024   | 2,5 % (25.ª)                         | ND                                   |
| 7 | 23 de enero de 2024   | 1,8 % (29.ª)                         | ND                                   |
| 8 | 29 de enero de 2024   | 2,4 % (21.ª)                         | 2,4 % (19.ª)                         |
| 9 | 30 de enero de 2024   | 1,7 % (29.ª)                         | ND                                   |
| 10 | 5 de febrero de 2024  | 2,1 % (27.ª)                         | ND                                   |
| 11 | 6 de febrero de 2024  | 1,7 % (29.ª)                         | ND                                   |
| 12 | 13 de febrero de 2024 | 1,4 % (34.ª)                         | ND                                   |
| 13 | 19 de febrero de 2024 | 1,9 % (32.ª)                         | ND                                   |
| 14 | 20 de febrero de 2024 | 1,9 % (26.ª)                         | ND                                   |
| 15 | 26 de febrero de 2024 | 2,1 % (27.ª)                         | ND                                   |
| 16 | 27 de febrero de 2024 | 2,3 % (22.ª)                         | ND                                   |
| Promedio | Promedio              | 2,2 %                                | —                                    |
| - En la tabla superior, los números azules representan las calificaciones más bajas y los números rojos representan las más altas. - 'ND' señala que no se dispone del dato para la fecha correspondiente. |                       |                                      |                                      |